# Antaresia childreni
Antaresia childreni — вид змій родини пітонових (Pythonidae). Ендемік Австралії. Один із 4(5) видів роду Antaresia. Вид занесений до Вашингтонської конвенції (CITES). Описано 2 підвиди.

## Етимологія
Вид названий на честь Джона Джорджа Чілдрена (1777—1852), британського ентомолога, секретаря Королівського товариства (1816—1840).
Назва на інших мовах: Children's Python, North Australian Python, Large-blotched Python (англ.; дослівно «пітон Чілдрена», «північноавстралійський пітон», «пітон з великими плямами»); Gefleckter Python (нім.; дослівно «плямистий пітон»); пятнистый кольчатый питон, кольчатый питон Чилдрена (рос.).

## Опис
Невеликий пітон, самці звичайно завдовжки 75—80 см, самиці — 90—100 см, вкрай рідко 1,5 м. Голова вузька. Тулуб тонкий. Кінчик морди вкрито лускою, на верхніх та нижніх губних щитках є термолокаційні ямки.  пітон, самці звичайно завдовжки 75—80 см, самиці — 90—100 см, вкрай рідко 1,5 м. Голова вузька. Тулуб тонкий. Кінчик морди вкрито лускою, на верхніх та нижніх губних щитках є термолокаційні ямки. 
Забарвлення спини світло-коричневе, боки світліші, з темними плямами, які іноді зливаються у смуги. Між плямами розкидані чорні крапинки. Черево біле. Молоді пітони мають темно-коричневі плями на спині та з боків.

## Поширення
Ендемік Австралії. Мешкає у Квінсленді, Західній Австралії, Північній Території, а також на островах проливу Торреса.

## Особливості біології
Населяє різноманітні біотопи — від прибережних вологих лісів до центральних пустель. Віддає перевагу долинам і пагорбам. Активний переважно вночі. Часто трапляється на деревах, в печерах та ущелинах скель.
Пітон Чілдрена належить до яйцекладних змій. Самиця у липні — серпні відкладає від 7 до 12(25) яєць. Висиджує їх згорнувшись кільцями навколо кладки близько 50 днів.
Живиться жабами, ящірками, гризунами, кажанами та іншими дрібними хребетними. Також було помічено, що цей вид вживає в їжу мертвих тварин, наприклад, убитих на дорозі.
Максимальна тривалість життя пітона становить 30 років.

## Охорона
Стан більшості природних популяцій виду в межах ареалу залишається більш-менш стабільним. Саме тому він, згідно Червоного списку МСОП, отримав охоронний статус «відносно благополучний вид». Пітон оливковий переважно страждає від неконтрольованої торгівлі домашніми тваринами. Тому вид занесений до Додатку ІІ Вашингтонської конвенції (CITES). Пітон трапляється на багатьох природоохоронних територіях.

## Практичне значення
Цей вид пітонів успішно розводиться в неволі та є традиційним об'єктом міжнародній торгівлі домашніми тваринами. Його можна тримати як домашнього улюбленця в деяких штатах Австралії за наявності відповідних ліцензій.